# 镜泊路站
镜泊路站是哈尔滨轨道交通1号线三期的一座车站，位于中华人民共和国黑龙江省哈尔滨市香坊区朝阳镇镜泊路与大连北路交叉口地下，于2019年4月10日开通。

## 结构
鏡泊路站为岛式站台地下车站。
| 地面              | 出入口 | 1-4出入口 |
| 地下一层          | 站厅   | 客服中心、自动售票机、验票机                                                                                    |
| 地下二层          | 站台层 | \| \| \| █ 1号线往新疆大街（渤海路） \| \| 島式 · 開左邊车门 \| \| \| \| \| \| █ 1号线往哈尔滨东站（瓦盆窯） \| |
|                   |        | █ 1号线往新疆大街（渤海路）                                                                                     |
| 島式 · 開左邊车门 |        | |
|                   |        | █ 1号线往哈尔滨东站（瓦盆窯）                                                                                   |

## 车站周边
- 哈尔滨天池丁香公园